# Kheri Sāmpla
Kheri Sāmpla är en ort i Indien.   Den ligger i distriktet Rohtak och delstaten Haryana, i den norra delen av landet, 50 km väster om huvudstaden New Delhi. Kheri Sāmpla ligger 223 meter över havet och antalet invånare är 10 891.
Terrängen runt Kheri Sāmpla är mycket platt. Runt Kheri Sāmpla är det tätbefolkat, med 790 invånare per kvadratkilometer. Närmaste större samhälle är Bahadurgarh, 18,2 km sydost om Kheri Sāmpla. Trakten runt Kheri Sāmpla består till största delen av jordbruksmark.